# 如意金箍棒

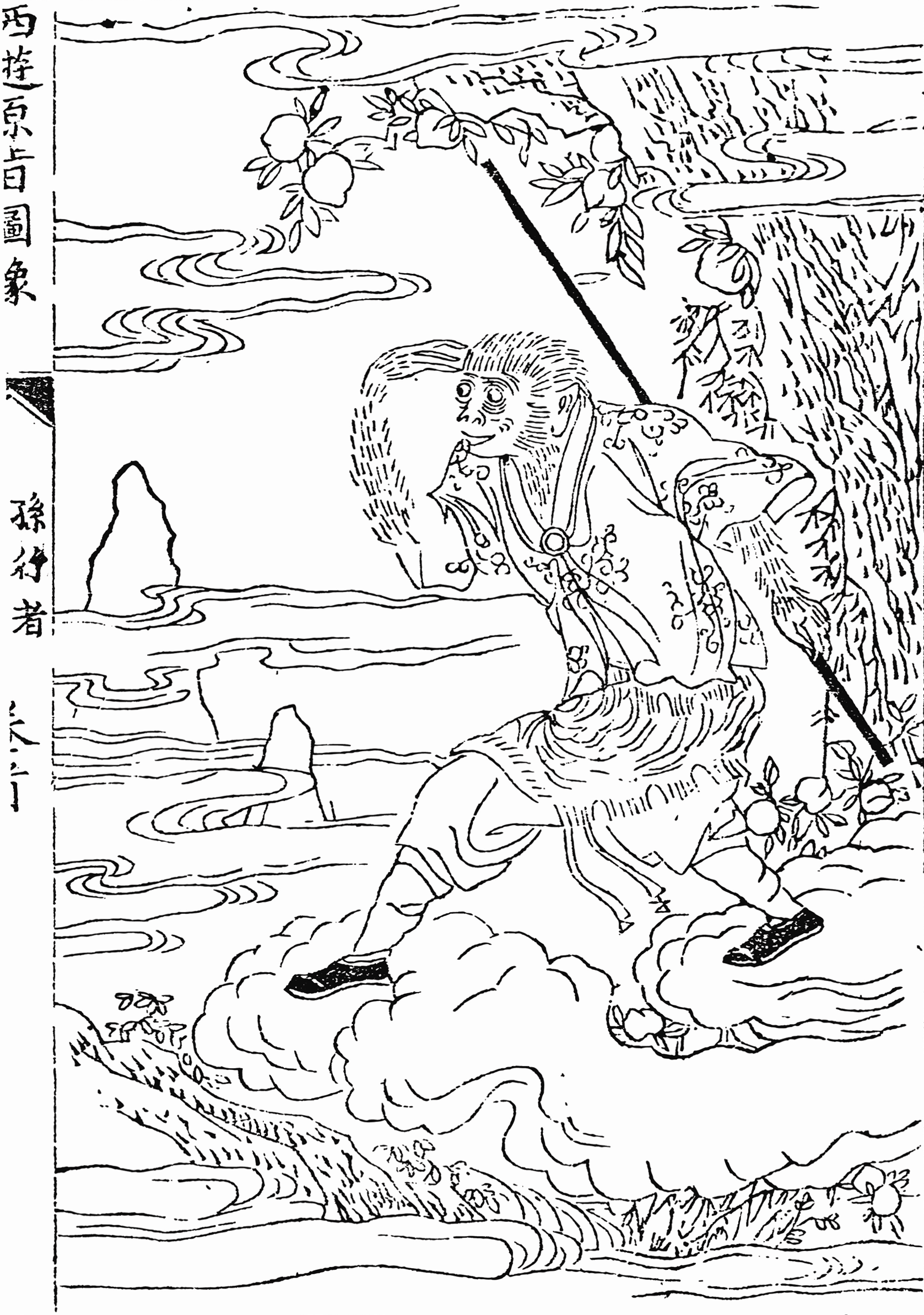

如意金箍棒是中國古典神魔小說《西游记》中孙悟空所使用的兵器。

## 出处
书中说原是大禹治水时遗下的天河定底神珍鐵，为太上老君所製，放在东海。金箍棒两头是两个金箍，中间是一段乌铁；紧挨箍有镌成的一行字：“如意金箍棒，重一万三千五百斤”。在平常所见的各种金箍棒的形象是一根两头各有一段金色，中间为红色的棍子。根据《西游记》的记载，孙悟空去东海龙王处索討兵器时得到金箍棒，金箍棒似乎注定就是孙悟空的。书中第三回说道：“我们这海藏中，那一块天河底的神珍铁，这几日霞光艳艳、瑞气腾腾，敢莫是该出现，遇此圣也？”龙王引导至海藏中间，忽见金光万道；龙王指定道：“那放光的便是。”當時作为定海神珍的金箍棒“乃是一根铁柱子，约有斗来粗，二丈有余长”。此外，以西遊記的原文做簡稱應為定海神珍，現多訛稱為定海神針。

## 作用
孙悟空得到后，能随心意随意变化大小，而且似乎它只听孙悟空的，在书中金箍棒被夺走多次，但是没有任何神仙或者妖怪能够让它随意变化大小。平时孙悟空将金箍棒变成绣花针大小，藏在耳内，临敌时，从耳内取出，马上变成碗口粗细的一根铁棒。它还能随身体大小变化而按比例改变大小，孙悟空变成昆虫，金箍棒同样还是能藏在耳内，而不会无法随身携带。这也是取名“如意”金箍棒的含义。
金箍棒的威力很大，连神仙都敌不过它。由于非常重，书中说“莫说拿！那块铁，挽着些儿就死，磕着些儿就亡，挨挨皮儿破，擦擦筋儿伤！”而且金箍棒还能被孙悟空随意变化，变成其它的物体或者很多的数量，而它本身的性质仍然保留。书中也说：「金箍棒是海中珍，变化飞腾能取胜。」孙悟空也说自己的棍子「打石头如粉碎，撞生铁也有痕。」

## 原型
在《佛本行集经》卷十三《角术争婚品》中描写的净饭王的弓和悉达多太子施弓的情形以及对四周的震动，某些人认为很像孙悟空取棒的故事情节。敦煌写本《庐山远公话》中的一则故事提到树神的等身铁棒以及「长叩三下，鬼神俱至」的情节，某些人认为这是中国文学传统中将铁棒作为法器的先例，这二者的结合可能是金箍棒的原型。但这些说法也都仅仅是有点类似而已，并不是确证，使用棍棒作为武器是世界上各民族普遍具有的现象，金箍棒也很可能是《西游记》作者自己虚构的，与其他故事类似只是巧合。

## 参看
- 传说兵器列表